# Abu Nur Hilal
Abu Nur Hilal ben Abi Qurra fue un jefe bereber de la dinastía Zenata, fundador de la taifa de Ronda y su primer rey al ocupar el trono entre 1015 y 1053 en una primera etapa y, posteriormente, en 1058. 
Al hacerse con el trono se mostró partidario del califa omeya Sulaiman al-Mustain que entonces gobernaba el Califato de Córdoba, pero al perder este el trono, en 1016, a manos del hammudí Alí ben Hamud al-Nasir lo reconocerá como nuevo califa.
Su alianza con los hammudíes fue una forma de hacer frente a la presión que los abadíes de la taifa de Sevilla comenzaban a ejercer sobre las taifas vecinas, y la misma se mantendrá incluso cuando Yahya al-Muhtal fue destronado como califa de Córdoba y pasó gobernar la Taifa de Málaga en 1026. Así, en 1047, cuando el rey taifa malagueño Idris II fue expulsado del trono, el rey rondeño no dudó en ofrecerle asilo en Ronda hasta que este pudo recuperar el trono en 1053.
En 1051 llegó a un acuerdo con el rey sevillano Al-Mutadid que sin embargo lo traicionó en 1053 cuando, tras invitarlo a Sevilla, junto a los reyes taifas de Morón y Arcos los encarceló.
Esta circunstancia fue aprovechada por su hijo, Badis ben Hilal para hacerse con el trono hasta que en 1058 fue liberado por Al-Mutadid y tras ejecutar a su hijo ocupó nuevamente el trono rondeño hasta su fallecimiento ese mismo año.
Fue sucedido en la taifa rondeña por su segundo hijo Abu Nars Fatuh.
| Predecesor: No tuvo         | Reyes taifas de Ronda 1015-1053 | Sucesor: Badis ben Hilal |
| Predecesor: Badis ben Hilal | Reyes taifas de Ronda 1058      | Sucesor: Abu Nars Fatuh  |